# Warszawa Wileńska Marki
Warszawa Wileńska Marki – stacja kolejowa Polskich Kolei Państwowych. Znajduje się przy ulicy Radzymińskiej, w dzielnicy Targówek w Warszawie.

## Opis stacji

### Infrastruktura kolejowa
Budynek stacyjny mieści się przy ulicy Radzymińskiej. Na terenie stacji mieści się nieczynna lokomotywownia, obecnie przeznaczona do innych celów (hurtownie). Na stacji znajdują się semafory świetlne.

### Przejście nadziemne
Przejście nadziemne (kładka) łączy Targówek Mieszkaniowy z Targówkiem Fabrycznym.

### Torowisko
układ torów:
- 1 i 2
- bez peronów
- budynek stacyjny